# Joe Dumars
 (janvier 2023).
- Si vous ne connaissez pas le sujet, laissez ce bandeau (vous pouvez alors contacter les auteurs).
- Si vous supprimez le contenu mis en cause (vous pouvez préalablement contacter les auteurs),

argumentez précisément cette suppression dans la page de discussion
(un manque de référence n'est pas un argument ; une recherche réelle de référence doit avoir été effectuée, être formellement documentée).
 (janvier 2023).
Si vous disposez d'ouvrages ou d'articles de référence ou si vous connaissez des sites web de qualité traitant du thème abordé ici, merci de compléter l'article en donnant les références utiles à sa vérifiabilité et en les liant à la section « Notes et références ».
Joe Dumars III est un joueur et dirigeant américain de basket-ball né le 24 mai 1963 à Shreveport en Louisiane. Après quatorze saisons dans l'équipe des Pistons de Détroit et deux titres de champion NBA remportés (1989 et 1990), il en est le General Manager de 2000 à 2014.

## Biographie

### Carrière de joueur
Joe Dumars est un des 8 joueurs de l'histoire de la NBA qui ont porté le maillot de leur premier club pendant plus de 1000 matches. Sa carrière, longue de 14 saisons au sein des Pistons de Détroit l'a consacré comme un des meilleurs arrières shooteurs de sa génération. Il totalise notamment 2 titres de champion, 6 participations au NBA All-Star Game et 4 nominations dans le meilleur 5 défensif de la ligue. Il s'est retiré à la fin de la saison 1998-99 après avoir établi plusieurs records du club : plus grand nombre de matches joués (1018) et de paniers à 3 points marqués (990), 2e meilleur marqueur (16401), passeur (4612) et intercepteur (902). Lors de la saison 1994-95, il égale le record de la NBA en matière de nombre de paniers à 3 points marqués en un match (10).
Dumars est arrivé en NBA en 1985 après quatre ans à l'Université de Mc Neese State durant lesquels il tourne à plus de 22,5 points de moyenne. Choisi au 18e rang de la draft par les Pistons de Détroit, il est élu en fin de saison dans le NBA All-Rookie Team (équipe des meilleurs joueurs débutants) grâce à des statistiques honorables de 9,4 points et 4,8 passes par match. Son arrivée coïncide avec la prise de pouvoir du club dans la division centrale. Vainqueurs de 46 parties en saison régulière, les Pistons sont sortis dès le premier tour des playoffs.
Durant chacune des 5 saisons qui vont suivre, les Pistons présentent un total de victoires supérieur à 50 et se battent contre les Bulls de Chicago de Michael Jordan pour la suprématie à l'Est. Ils participent à 3 finales NBA pour 2 titres en 1989 et 1990, apogée de l'équipe dite des Bad Boys, au jeu particulièrement rugueux composée notamment d'Isiah Thomas, Bill Laimbeer, Vinnie Johnson, Dennis Rodman et John Salley. Cependant, Dumars était connu pour son comportement de "gentleman". Le trophée attribué par la NBA et récompensant le joueur le plus fair-play de la saison porte d'ailleurs son nom.
Alors que le club redescend sur terre avec 3 bilans négatifs entre 1993 et 1995 à la suite de la retraite des cadres de l'équipe, Joe Dumars assure une certaine continuité et endosse un rôle de leader. Il devient notamment le mentor de Grant Hill quand celui-ci rejoint les Pistons en 1994. L'équipe repart alors de l'avant et retrouve durablement les playoffs.
Alors que les Pistons terminent la saison 1993-94 sur un bilan catastrophique de 20 victoires pour 62 défaites, Joe Dumars est sélectionné dans la Dream Team II en vue du championnat du monde de basket masculin 1994. Les Américains, emmenés par l'arrière des Pistons remportent cette compétition devant la Russie et la Croatie.
Dumars a connu beaucoup d'honneurs durant sa carrière. Il a été élu dans le NBA All-Defensive First Team (équipe type des meilleurs défenseurs) de 1989 à 1993, dans la 2e équipe type de la NBA en 1993 et a participé à 6 All-Star Games (1990, 91, 92, 93, 95, 97).
Il a été élu MVP (meilleur joueur) des finales 1989, une série remportée 4 à 0 contre les Lakers de Los Angeles au cours de laquelle il tourna à 27,3 points de moyenne. En 1994 il reçoit le J. Walter Kennedy Citizenship Award pour ses actions caritatives.
Ses principaux records personnels :
- 45 points marqués contre Golden State le 12 mars 1992.
- 10 paniers à 3 points marqués contre Minnesota le 8 novembre 1994 (ancien record de la NBA).
- 15 passes décisives contre Golden State le 19 mars 1995.
- 10 rebonds contre Phoenix le 29 novembre 1989.

Ses statistiques en carrière : 16,1 points / 2,2 rebonds / 4,5 passes en 1018 matchs de saison régulière (+ 112 en playoffs)

### Carrière de dirigeant

#### Aux Pistons de Detroit
Depuis 2000, Joe Dumars fait partie du staff des Pistons et est Manager Général jusqu'en avril 2014. Il est à l'origine de plusieurs transferts clés qui ont permis au club de remporter le titre de champion NBA en 2004 et d'atteindre les finales en 2005.
À peine arrivé à la tête des Pistons, il se voit obligé de transférer Grant Hill, désireux de rejoindre le Magic d'Orlando. Dumars demande au Magic d'inclure Ben Wallace, joueur besogneux mais apparemment limité, dans le transfert. Ce transfert, qui apparaît très avantageux pour Orlando, va conduire à l'un des plus grands renversements de situation de l'histoire de la ligue. Alors que Grant Hill est sévèrement limité par les blessures pendant 4 ans, Ben Wallace va être nommé dans la même période Meilleur défenseur de la ligue à deux reprises.
Durant la draft 2002, il acquiert Tayshaun Prince avec seulement le 23e choix. Prince va devenir en deux saisons un titulaire indiscutable. Dumars signe également pendant l'été Chauncey Billups, un meneur qui a connu cinq équipes en quatre saisons. Avec les Pistons, Billups va se développer au point d'être élu MVP des finales 2004.
En septembre 2002, il transfère Jerry Stackhouse, qui était pourtant le second meilleur marqueur de la ligue deux saisons plus tôt, aux Washington Wizards contre Richard Hamilton.
En 2003, Dumars limoge l'entraîneur Rick Carlisle qui sort pourtant d'une excellent saison avec les Pistons. Il le remplace par Larry Brown, excellent entraîneur mais qui n'a jusqu'alors jamais remporté le titre NBA. Il sélectionne avec le 2e choix de draft Darko Miličić. Milicic tourne à moins de deux points par match pendant deux saisons et demie avant d'être échangé au Magic d'Orlando contre un futur premier choix de draft et de la masse salariale disponible pour resigner Ben Wallace et Chauncey Billups durant l'été 2006. Darko Milicic est peut-être la seule "erreur" de Joe Dumars en tant que General Manager
En février 2004 il acquiert Rasheed Wallace en transit aux Hawks d'Atlanta contre une poignée de joueurs de second rang. L'arrivée de Wallace, joueur talentueux mais caractériel, va métamorphoser l'équipe et la propulser au titre de champion NBA.
Le 3 avril 2006 il est intronisé au Basketball Hall of Fame en compagnie de Charles Barkley et Dominique Wilkins entre autres.
En mars 2014, son départ des Pistons de Détroit est attendu à la fin de la saison.

#### Aux Kings de Sacramento
D'abord recruté en juin 2019 comme conseiller auprès du Manager général de l'équipe, il devient en 2020 le directeur de la stratégie des Kings de Sacramento.

#### Au siège de la NBA
À partir de 2022, il est vice-président exécutif de la NBA, chargé des opérations basket-ball.

#### Aux Pelicans de La Nouvelle-Orléans
En avril 2025, Dumars est nommé vice-président des Pelicans de La Nouvelle-Orléans.

## Clubs successifs

### Joueur
- 1985-1999 : Pistons de Détroit.

### Dirigeant
- 2000-2014 : Pistons de Détroit
- 2019-2022 : Kings de Sacramento

## Palmarès

### Joueur

#### Sélections nationale
- Médaille d’or au championnat du monde 1994.

#### En franchise
- Champion NBA en 1989 et 1990 avec les Pistons de Détroit.
- Finaliste NBA contre les Lakers de Los Angeles en 1988 avec les Pistons de Detroit.
- Champion de Conférence Est en 1988, 1989 et 1990 avec les Pistons de Detroit.
- Champion de la Division Centrale en 1988, 1989 et 1990 avec les Pistons de Detroit.

#### Distinctions personnelles
- NBA Finals Most Valuable Player Award en 1989.
- 6 sélections au NBA All-Star Game en 1990, 1991, 1992, 1993, 1995 et 1997.
- All-NBA Second Team (2e équipe type de la NBA) en 1993.
- All-NBA Third Team (3e équipe type de la NBA) en 1990 et 1991.
- NBA All-Defensive First Team (équipe type des meilleurs défenseurs de la ligue) en 1989, 1990, 1992, et 1993.
- NBA All-Defensive Second Team (2e équipe type des meilleurs défenseurs de la ligue) en 1991.
- NBA All-Rookie First Team (équipe type des meilleurs débutants) en 1986.
- J. Walter Kennedy Citizenship Award en 1994 pour ses œuvres caritatives.
- Élu au Naismith Memorial Hall Of Fame en 2006.
- Son maillot, le n°4 a été retiré par les Pistons de Détroit.

### Dirigeant
- Champion NBA avec les Pistons de Détroit en 2004 (comme Manager Général)
- Finaliste NBA contre les Spurs de San Antonio en 2005 (comme Manager Général).